# Stäbler (Münze)

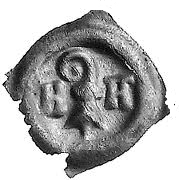
Stäbler-Münze der Stadt Basel

Stäbler (auch Stebler geschrieben) bezeichnet eine Münze, die von der Stadt Basel nach Erlangung des Münzrechts 1373 geschlagen und herausgegeben wurden. Die Münzen zeigen den Baselstab (Bischofsstab), das Wappen der Stadt Basel, und haben eine quadratische, einseitig geschlagene Form mit etwa 0,15 Gramm Silberfeingewicht. Das Münzbild erscheint in einem hohen Relief, während die Rückseite hohl bleibt und wird in der Numismatik als Brakteat (Hohlmünze) bezeichnet.
Anfänglich hatte der Stäbler den Wert eines halben Pfennigs beziehungsweise eines Hallers. Nach Gründung des Rappenmünzbundes ging der Name auf das Geldstück des Rappens über und wurde zunehmend auf andere Pfennigsorten übertragen; zu den verschiedenen Wertigkeiten siehe den Artikel im Schweizerischen Idiotikon. Stäbler wurden auch von anderen schweizerischen Münzständen geprägt, allerdings waren sie geringwertiger als die Ausgabe des Rappenmünzbundes. Stäbler und Rappen (Zweiling) waren zunächst die einzigen Silbernominale des Rappenmünzbundes, grössere Geldgeschäfte erledigte man mit dem Goldgulden. Der Stäbler wurde noch bis ins 16. Jahrhundert als Zahlungsmittel verwendet.